# Campeonato Mundial de Gimnasia Artística de 1926
El VIII Campeonato Mundial de Gimnasia Artística se celebró en Lyon (Francia) entre el 22 y el 24 de mayo de 1926 bajo la organización de la Federación Internacional de Gimnasia (FIG).

## Resultados

### Masculino
| Evento                 | Oro                                | Plata                                         | Bronce                                     |
| ---------------------- | ---------------------------------- | --------------------------------------------- | ------------------------------------------ |
| Concurso completo ind. | Peter Šumi Yugoslavia 168,550 pts. | Josef Effenberger Checoslovaquia 166,288 pts. | Ladislav Vácha Checoslovaquia 165,046 pts. |
| Caballo con arcos      | Jan Karafiát Checoslovaquia        | Jan Gajdoš Checoslovaquia                     | Ladislav Vácha Checoslovaquia              |
| Anillas                | Leon Štukelj Yugoslavia            | Ladislav Vácha Checoslovaquia                 | Bedřich Šupčík Checoslovaquia              |
| Paralelas              | Ladislav Vácha Checoslovaquia      | Jan Gajdoš Checoslovaquia                     | Leon Štukelj Yugoslavia                    |
| Barra fija             | Leon Štukelj Yugoslavia            | Josip Primožič Yugoslavia                     | Ladislav Vácha Checoslovaquia              |
| Concurso por equipos   | Checoslovaquia                     | Yugoslavia                                    | Francia                                    |

## Medallero
| Núm. | País           | Oro | Plata | Bronce | Total |
| ---- | -------------- | --- | ----- | ------ | ----- |
| 1    | Checoslovaquia | 3   | 4     | 4      | 11    |
| 2    | Yugoslavia     | 3   | 2     | 1      | 6     |
| 3    | Francia        | 0   | 0     | 1      | 1     |
|      | TOTAL          | 6   | 6     | 6      | 18    |